# AC-10 (Spanje)

De AC-10

De AC-10 of Túnel de Eirís is een autovía in Galicië. De stadssnelweg is 2,9 kilometer lang en verbindt de haven van A Coruña met de AC-11.